# Topsail Beach
Topsail Beach es un pueblo ubicado en el condado de Pender en el estado estadounidense de Carolina del Norte. La localidad en el año 2000, tenía una población de 471 habitantes en una superficie de 2.6 km², con una densidad poblacional de 41.6 personas por km². 

## Geografía
Topsail Beach se encuentra ubicado en las coordenadas 34°22′13″N 77°37′33″O / 34.37028, -77.62583. Según la Oficina del Censo, la localidad tiene un área total de 15,2 km² (5,9 mi²), de la cual 11,3 km² (4,4 mi²) es tierra y 3,8 km² (1,5 mi²) (25.30%) es agua.
Es la ciudad más austral del Topsail Island.

### Localidades adyacentes
El siguiente diagrama muestra a las localidades en un radio de 20 kilómetros (12,4 mi) de Topsail Beach.

## Demografía
En el 2000 la renta per cápita promedia del hogar era de $55.750, y el ingreso promedio para una familia era de $64.167. El ingreso per cápita para la localidad era de $35.838. En 2000 los hombres tenían un ingreso per cápita de $45.313 contra $25.139 para las mujeres. Alrededor del 6.70% de la población estaba bajo el umbral de pobreza nacional.